# Andrzej Ambrozik
Andrzej Ambrozik (ur. 29 lipca 1945 w Kroczowie, zm. 28 lutego 2017 w Kielcach) – polski inżynier mechanik, profesor nauk technicznych.

## Życiorys
Absolwent Technikum Samochodowego w Radomiu (1964) i Wydziału Maszyn Roboczych i Pojazdów Politechniki Warszawskiej (1970). Doktoryzował się w 1976 na Politechnice Świętokrzyskiej, a stopień naukowy doktora habilitowanego uzyskał w 1991 w Państwowym Uniwersytecie Technicznym w Charkowie. Tytuł naukowy profesora nauk technicznych otrzymał 11 kwietnia 2012.
Początkowo zatrudniony był jako asystent na uczelni macierzystej. W 1970 podjął pracę w Kielecko-Radomskiej Wyższej Szkole Inżynierskiej, przekształconej cztery lata później w Politechnikę Świętokrzyską. W latach 1974–1981 kierował na tej uczelni Instytutem Pojazdów i Maszyn Roboczych, ponadto w latach 1976–1984 był kierownikiem uczelniano-przemysłowego laboratorium samochodów ciężarowych w Starachowicach. Na PŚk kierował od 1991 Samodzielnym Zakładem Pojazdów Samochodowych i Silników, następnie związany był z Katedrą Pojazdów Samochodowych i Transportu. Od 1995 pracował na stanowisku profesora nadzwyczajnego na Politechnice Warszawskiej, na której w latach 1998–2000 pełnił funkcję kierownika Zakładu Silników.
Specjalizował się w katalizie, procesach spalania, termodynamice oraz tłokowych silnikach spalinowych. Autor prac pt. Wybrane zagadnienia procesów cieplnych w tłokowych silnikach spalinowych (Kielce 2003) oraz Analiza cykli pracy czterosuwowych silników spalinowych (Kielce 2010).
Odznaczony był m.in. Złotym Krzyżem Zasługi (1990).
Zmarł 28 lutego 2017. Jego pogrzeb odbył się 4 marca 2017 w kościele św. Wojciecha w Kielcach. Pochowany został na cmentarzu komunalnym w Cedzynie.